# Liga Paulista de Futsal de 2013
A Liga Paulista de Futsal de 2013 foi a 57ª edição da principal competição da modalidade no estado, sua organização foi de competência da Federação Paulista de Futsal.

## Regulamento[2]

### Primeira fase
Os 19 clubes jogarão entre si em turno único em chave única, classificando para a 2ª fase (oitavas de final) os 16 melhores;

### Critérios de Desempate
1. Índice técnico na fase (aproveitamento de pontos - maior quociente da divisão do número de pontos ganhos pelo número de jogos)
2. Confronto direto
3. Gol average (maior quociente da divisão do número de gols marcados pelo número de gols sofridos).
4. Maior média de gols assinalados na fase (número dos gols assinalados dividido pelo número de jogos realizados).
5. Menor média de gols sofridos na fase (número de gols sofridos divididos pelo número de jogos realizados).
6. Maior saldo de gols na fase (diferença entre gols assinalados e os gols sofridos).
7. Sorteio

### Segunda fase (oitavas de final)
As equipes se dividem em 8 chaves de dois times, que jogarão uma partida na casa do clube de melhor campanha no somatório das fases anteriores, com o vencedor avançando às quartas de final. Em caso de empate no tempo regulamentar, haverá uma prorrogação de 10 minutos. Se persistir o empate na prorrogação estará classificada a equipe de melhor campanha no somatório das fases anteriores.

### Terceira fase (quartas de final)
As equipes se dividem em 4 chaves de dois times, que jogarão uma partida na casa do clube de melhor campanha no somatório das fases anteriores, com o vencedor avançando às semifinais. Em caso de empate no tempo regulamentar, haverá uma prorrogação de 10 minutos. Se persistir o empate na prorrogação estará classificada a equipe de melhor campanha no somatório das fases anteriores.

### Quarta fase (semifinais)
As equipes se dividem em 2 chaves de dois times, que jogarão uma partida na casa do clube de melhor campanha no somatório das fases anteriores, com o vencedor avançando às finais. Em caso de empate no tempo regulamentar, haverá uma prorrogação de 10 minutos. Se persistir o empate na prorrogação estará classificada a equipe de melhor campanha no somatório das fases anteriores.

### Quinta fase (finais)
Os dois classificados da fase anterior se enfrentarão em duas partidas, sendo que, o clube que teve melhor campanha no somatório das fases anteriores, tem mando de campo na 2ª partida. Caso o empate persista, haverá uma prorrogação de 10 minutos. Se persistir o empate na prorrogação será declarada campeã a equipe de melhor campanha no somatório das fases anteriores.

## Participantes em2013
Participam da liga:
| Equipe                            | Cidade                | Ginásio                     | Títulos            |
| Araçariguama                      | Araçariguama          | Ângelo Favaron              | 0 (não possui)     |
| AABB/Mapfre                       | São Paulo             | A da AABB                   | 1 (2012)           |
| A.A. FIB                          | Bauru                 | Duduzão                     | 0 (não possui)     |
| ADC Intelli                       | Orlândia              | Maurício Leite de Moraes    | 3 (último em 2011) |
| Corinthians                       | São Paulo             | Parque São Jorge            | 8 (último em 2009) |
| Grêmio Barueri                    | Barueri               | José Corrêa                 | 0 (não possui)     |
| Grêmio Mogiano/Assibraff          | Mogi das Cruzes       | Prof. José Limongi Sobrinho | 0 (não possui)     |
| Indaiatubana                      | Indaiatuba            | Carlos Aldrovandi           | 0 (não possui)     |
| Itapeva/Rede Construir            | Itapeva               | Municipal Antônio Queiroz   | 0 (não possui)     |
| Jacareí                           | Jacareí               | EducaMais Paraíso           | 0 (não possui)     |
| Palmeiras                         | São Paulo             | Palestra Itália             | 6 (último em 1976) |
| Pulo do Gato/Wizard/Sanasa        | Campinas              | Rogê Ferreira               | 0 (não possui)     |
| Rio Preto                         | São José do Rio Preto | Centro Regional de Eventos  | 0 (não possui)     |
| São Bernardo                      | São Bernardo do Campo | Adib Moysés Dib             | 0 (não possui)     |
| São Caetano/Construban            | São Caetano do Sul    | Joaquim Cambaúva Rabello    | 0 (não possui)     |
| São José/Vale Sul Shopping/Unimed | São José dos Campos   | Tênis Clube                 | 2 (último em 2008) |
| Sertãozinho/Smel                  | Sertãozinho           | Docão                       | 0 (não possui)     |
| Suzano/São Paulo/Penalty          | Suzano e São Paulo    | Roberto David               | 2 (último em 1999) |
| Wimpro                            | Guarulhos             | Paschoal Thomeu             | 1 (1994)           |

## Primeira Fase
Atualizado em 23 de maio de 2013.
| Pos | Times            | Pts | J  | V  | E | D  | GP | GC | SG  | GA   | %    | Classificação                          |
| --- | ---------------- | --- | -- | -- | - | -- | -- | -- | --- | ---- | ---- | -------------------------------------- |
| 1   | ADC Intelli      | 46  | 18 | 14 | 4 | 0  | 66 | 24 | +42 | 2,75 | 85,2 | Classificados para as Oitavas de Final |
| 2   | AABB             | 44  | 18 | 13 | 5 | 0  | 57 | 31 | +26 | 1,84 | 81,5 | Classificados para as Oitavas de Final |
| 3   | Corinthians      | 35  | 18 | 11 | 2 | 5  | 62 | 34 | +28 | 1,82 | 64,8 | Classificados para as Oitavas de Final |
| 4   | Suzano/São Paulo | 30  | 18 | 8  | 6 | 4  | 46 | 44 | +2  | 1,05 | 55,6 | Classificados para as Oitavas de Final |
| 5   | Palmeiras        | 27  | 18 | 7  | 6 | 5  | 47 | 46 | +1  | 1,02 | 50,0 | Classificados para as Oitavas de Final |
| 6   | São José         | 26  | 18 | 6  | 8 | 4  | 34 | 25 | +9  | 1,36 | 48,1 | Classificados para as Oitavas de Final |
| 7   | Pulo do Gato     | 26  | 18 | 7  | 5 | 6  | 46 | 37 | +9  | 1,24 | 48,1 | Classificados para as Oitavas de Final |
| 8   | A.A. FIB         | 26  | 18 | 7  | 5 | 6  | 45 | 41 | +4  | 1,10 | 48,1 | Classificados para as Oitavas de Final |
| 9   | Itapeva          | 25  | 18 | 7  | 4 | 7  | 55 | 48 | +7  | 1,15 | 46,3 | Classificados para as Oitavas de Final |
| 10  | Sertãozinho      | 24  | 18 | 5  | 9 | 4  | 36 | 38 | -2  | 0,95 | 44,4 | Classificados para as Oitavas de Final |
| 11  | Rio Preto        | 22  | 18 | 6  | 4 | 8  | 45 | 42 | +3  | 1,07 | 40,7 | Classificados para as Oitavas de Final |
| 12  | São Caetano      | 21  | 18 | 5  | 6 | 7  | 33 | 34 | -1  | 0,97 | 38,9 | Classificados para as Oitavas de Final |
| 13  | Araçariguama     | 19  | 18 | 4  | 7 | 7  | 37 | 47 | -10 | 0,79 | 35,2 | Classificados para as Oitavas de Final |
| 14  | São Bernardo     | 18  | 18 | 5  | 3 | 10 | 27 | 40 | -13 | 0,68 | 33,3 | Classificados para as Oitavas de Final |
| 15  | Wimpro           | 17  | 18 | 4  | 5 | 9  | 26 | 43 | -17 | 0,60 | 31,5 | Classificados para as Oitavas de Final |
| 16  | Indaiatubana     | 17  | 18 | 4  | 5 | 9  | 40 | 60 | -20 | 0,67 | 31,5 | Classificados para as Oitavas de Final |
| 17  | Grêmio Barueri   | 16  | 18 | 4  | 4 | 10 | 37 | 54 | -17 | 0,69 | 29,6 |                                        |
| 18  | Grêmio Mogiano   | 15  | 18 | 4  | 3 | 11 | 32 | 53 | -21 | 0,60 | 27,8 |                                        |
| 19  | Jacareí          | 11  | 18 | 2  | 5 | 11 | 26 | 56 | -30 | 0,46 | 20,4 |                                        |

## Play-Offs
|  | Oitavas de final        | Oitavas de final        | Oitavas de final        | Oitavas de final        |   |              | Quartas de final          | Quartas de final          | Quartas de final          | Quartas de final          |  |                  | Semifinais               | Semifinais               | Semifinais               | Semifinais               |              |   | Final                    | Final                    | Final                    | Final                    |
|  | 29 de maio - 6 de junho | 29 de maio - 6 de junho | 29 de maio - 6 de junho | 29 de maio - 6 de junho |   |              | 12 de junho - 26 de junho | 12 de junho - 26 de junho | 12 de junho - 26 de junho | 12 de junho - 26 de junho |  |                  | 28 de junho - 6 de julho | 28 de junho - 6 de julho | 28 de junho - 6 de julho | 28 de junho - 6 de julho |              |   | 9 de julho - 12 de julho | 9 de julho - 12 de julho | 9 de julho - 12 de julho | 9 de julho - 12 de julho |
|  |                         |                         |                         |                         |   |              |                           |                           |                           |                           |  |                  |                          |                          |                          |                          |              |   |                          |                          |                          |                          |
|  | Rio Preto               | 3                       | 0                       | 3                       |   |              |                           |                           |                           |                           |  |                  |                          |                          |                          |                          |              |   |                          |                          |                          |                          |
|  | São José                | 3                       | 3                       | 6                       |   |              |                           |                           |                           |                           |  |                  |                          |                          |                          |                          |              |   |                          |                          |                          |                          |
|  | São José                | 3                       | 3                       | 6                       |   | São José     | 3                         | 0                         | 3                         |                           |  |                  |                          |                          |                          |                          |              |   |                          |                          |                          |                          |
|  |                         |                         |                         |                         |   | São José     | 3                         | 0                         | 3                         |                           |  |                  |                          |                          |                          |                          |              |   |                          |                          |                          |                          |
|  |                         | Corinthians             | 3                       | 2                       | 5 |              |                           |                           |                           |                           |  |                  |                          |                          |                          |                          |              |   |                          |                          |                          |                          |
|  | São Bernardo            | Corinthians             | 3                       | 2                       | 5 | 0            | 1                         | 1                         |                           |                           |  |                  |                          |                          |                          |                          |              |   |                          |                          |                          |                          |
|  | São Bernardo            |                         |                         |                         |   | 0            | 1                         | 1                         |                           |                           |  |                  |                          |                          |                          |                          |              |   |                          |                          |                          |                          |
|  | Corinthians             | 4                       | 4                       | 8                       |   |              |                           |                           |                           |                           |  |                  |                          |                          |                          |                          |              |   |                          |                          |                          |                          |
|  | Corinthians             | 4                       | 4                       | 8                       |   |              |                           |                           |                           |                           |  | Corinthians5     | 5                        | 3                        | 8                        |                          |              |   |                          |                          |                          |                          |
|  |                         |                         |                         |                         |   |              |                           |                           |                           |                           |  | Corinthians5     | 5                        | 3                        | 8                        |                          |              |   |                          |                          |                          |                          |
|  |                         | ADC Intelli             | 1                       | 1                       | 2 |              |                           |                           |                           |                           |  |                  |                          |                          |                          |                          |              |   |                          |                          |                          |                          |
|  | São Caetano             | ADC Intelli             | 1                       | 1                       | 2 | 3            | 2                         | 5                         |                           |                           |  |                  |                          |                          |                          |                          |              |   |                          |                          |                          |                          |
|  | São Caetano             |                         |                         |                         |   | 3            | 2                         | 5                         |                           |                           |  |                  |                          |                          |                          |                          |              |   |                          |                          |                          |                          |
|  | Palmeiras1              | 0                       | 6                       | 6                       |   |              |                           |                           |                           |                           |  |                  |                          |                          |                          |                          |              |   |                          |                          |                          |                          |
|  | Palmeiras1              | 0                       | 6                       | 6                       |   | Palmeiras    | 1                         | 2                         | 3                         |                           |  |                  |                          |                          |                          |                          |              |   |                          |                          |                          |                          |
|  |                         |                         |                         |                         |   | Palmeiras    | 1                         | 2                         | 3                         |                           |  |                  |                          |                          |                          |                          |              |   |                          |                          |                          |                          |
|  |                         | ADC Intelli             | 4                       | 5                       | 9 |              |                           |                           |                           |                           |  |                  |                          |                          |                          |                          |              |   |                          |                          |                          |                          |
|  | Indaiatuba              | ADC Intelli             | 4                       | 5                       | 9 | 1            | 1                         | 2                         |                           |                           |  |                  |                          |                          |                          |                          |              |   |                          |                          |                          |                          |
|  | Indaiatuba              |                         |                         |                         |   | 1            | 1                         | 2                         |                           |                           |  |                  |                          |                          |                          |                          |              |   |                          |                          |                          |                          |
|  | ADC Intelli2            | 1                       | 1                       | 2                       |   |              |                           |                           |                           |                           |  |                  |                          |                          |                          |                          |              |   |                          |                          |                          |                          |
|  | ADC Intelli2            | 1                       | 1                       | 2                       |   |              |                           |                           |                           |                           |  |                  |                          |                          |                          |                          | Corinthians5 | 1 | 0                        | 1                        |                          |                          |
|  |                         |                         |                         |                         |   |              |                           |                           |                           |                           |  |                  |                          |                          |                          |                          |              | 1 | 0                        | 1                        |                          |                          |
|  |                         | AABB                    | 0                       | 2                       | 2 |              |                           |                           |                           |                           |  |                  |                          |                          |                          |                          |              |   |                          |                          |                          |                          |
|  | Itapeva                 | AABB                    | 0                       | 2                       | 2 | 6            | 3                         | 9                         |                           |                           |  |                  |                          |                          |                          |                          |              |   |                          |                          |                          |                          |
|  | Itapeva                 |                         |                         |                         |   | 6            | 3                         | 9                         |                           |                           |  |                  |                          |                          |                          |                          |              |   |                          |                          |                          |                          |
|  | A.A. FIB                | 0                       | 1                       | 1                       |   |              |                           |                           |                           |                           |  |                  |                          |                          |                          |                          |              |   |                          |                          |                          |                          |
|  | A.A. FIB                | 0                       | 1                       | 1                       |   | Itapeva      | 1                         | 3                         | 4                         |                           |  |                  |                          |                          |                          |                          |              |   |                          |                          |                          |                          |
|  |                         |                         |                         |                         |   | Itapeva      | 1                         | 3                         | 4                         |                           |  |                  |                          |                          |                          |                          |              |   |                          |                          |                          |                          |
|  |                         | Suzano/São Paulo        | 2                       | 6                       | 8 |              |                           |                           |                           |                           |  |                  |                          |                          |                          |                          |              |   |                          |                          |                          |                          |
|  | Araçariguama            | Suzano/São Paulo        | 2                       | 6                       | 8 | 2            | 4                         | 6                         |                           |                           |  |                  |                          |                          |                          |                          |              |   |                          |                          |                          |                          |
|  | Araçariguama            |                         |                         |                         |   | 2            | 4                         | 6                         |                           |                           |  |                  |                          |                          |                          |                          |              |   |                          |                          |                          |                          |
|  | Suzano/São Paulo3       | 2                       | 4                       | 6                       |   |              |                           |                           |                           |                           |  |                  |                          |                          |                          |                          |              |   |                          |                          |                          |                          |
|  | Suzano/São Paulo3       | 2                       | 4                       | 6                       |   |              |                           |                           |                           |                           |  | Suzano/São Paulo | 2                        | 1                        | 3                        |                          |              |   |                          |                          |                          |                          |
|  |                         |                         |                         |                         |   |              |                           |                           |                           |                           |  | Suzano/São Paulo | 2                        | 1                        | 3                        |                          |              |   |                          |                          |                          |                          |
|  |                         | AABB                    | 2                       | 4                       | 6 |              |                           |                           |                           |                           |  |                  |                          |                          |                          |                          |              |   |                          |                          |                          |                          |
|  | Sertãozinho             | AABB                    | 2                       | 4                       | 6 | 4            | 3                         | 7                         |                           |                           |  |                  |                          |                          |                          |                          |              |   |                          |                          |                          |                          |
|  | Sertãozinho             |                         |                         |                         |   | 4            | 3                         | 7                         |                           |                           |  |                  |                          |                          |                          |                          |              |   |                          |                          |                          |                          |
|  | Pulo do Gato4           | 4                       | 3                       | 7                       |   |              |                           |                           |                           |                           |  |                  |                          |                          |                          |                          |              |   |                          |                          |                          |                          |
|  | Pulo do Gato4           | 4                       | 3                       | 7                       |   | Pulo do Gato | 1                         | 0                         | 1                         |                           |  |                  |                          |                          |                          |                          |              |   |                          |                          |                          |                          |
|  |                         |                         |                         |                         |   | Pulo do Gato | 1                         | 0                         | 1                         |                           |  |                  |                          |                          |                          |                          |              |   |                          |                          |                          |                          |
|  |                         | AABB                    | 3                       | 4                       | 7 |              |                           |                           |                           |                           |  |                  |                          |                          |                          |                          |              |   |                          |                          |                          |                          |
|  | Wimpro                  | AABB                    | 3                       | 4                       | 7 | 3            | 1                         | 4                         |                           |                           |  |                  |                          |                          |                          |                          |              |   |                          |                          |                          |                          |
|  | Wimpro                  |                         |                         |                         |   | 3            | 1                         | 4                         |                           |                           |  |                  |                          |                          |                          |                          |              |   |                          |                          |                          |                          |
|  | AABB                    | 4                       | 3                       | 7                       |   |              |                           |                           |                           |                           |  |                  |                          |                          |                          |                          |              |   |                          |                          |                          |                          |

- 1 O Palmeiras se classificou pela vantagem do empate de 0 a 0 na prorrogação.
- 2 A ADC Intelli se classificou com uma vitória de 4 a 0 na prorrogação.
- 3 O Sâo Paulo se classificou com uma vitória de 2 a 1 na prorrogação.
- 4 O Pulo do Gato se classificou pela vantagem do empate de 2 a 2 na prorrogação.
- 5 O Corinthians foi campeão com uma vitória de 1 a 0 na prorrogação.

## Final

### Primeiro jogo
|  | Corinthians  | 1 – 0 | AABB | Ginásio Parque São Jorge, São Paulo |
|  | Paulinho 39' |       |      | Árbitro: Renata Neves Leite Auxiliar: Felipe de Fabio Ventura Cronometrista: Fábio Flisch Theodoro Bibiano Anotador: Rodrigo Boldi França |

### Segundo jogo
|  | AABB                        | 2 – 1 (pro) | Corinthians | Ginásio A da AABB, São Paulo |
|  | Giva 14' · Victor Mello 18' |             | Alex 48'    | Árbitro: Roberto Paganini Marietto Auxiliar: Sérgio Dionisio da Silva Cronometrista: Renato Lopes Barbosa de Jesus Anotador: Priscila Cuebra Garcia |

## Premiação
| Campeão da Liga Paulista de Futsal de 2013 |
| ------------------------------------------ |
| Corinthians (9º título)                    |

Os seguintes prêmios foram designados no torneio:
| Artilheiro | Super Craque         | Revelação              |
| ---------- | -------------------- | ---------------------- |
| Mir (AABB) | Falcão (ADC Intelli) | Raphinha (Corinthians) |

### Seleção da LPF
| Goleiro     | Fixo         | Alas                                 | Pivô                       |
| ----------- | ------------ | ------------------------------------ | -------------------------- |
| Bagé (AABB) | Bigão (AABB) | Gedson (Itapeva) Felipe Mello (AABB) | Leandro Simi (Corinthians) |

## Classificação Geral
| Pos | Times            | Pts | J  | V  | E  | D  | GP | GC | SG  | GA   | %    | Classificação                   |
| --- | ---------------- | --- | -- | -- | -- | -- | -- | -- | --- | ---- | ---- | ------------------------------- |
| 1   | Corinthians      | 54  | 26 | 17 | 3  | 6  | 84 | 42 | 42  | 2,00 | 69,2 | Finalistas                      |
| 2   | AABB             | 63  | 26 | 19 | 6  | 1  | 82 | 42 | 40  | 1,95 | 80,8 | Finalistas                      |
| 3   | ADC Intelli      | 54  | 24 | 16 | 6  | 2  | 79 | 37 | 42  | 2,14 | 75   | Eliminados nas semifinais       |
| 4   | Suzano/São Paulo | 39  | 24 | 10 | 9  | 5  | 63 | 60 | 3   | 1,05 | 54,2 | Eliminados nas semifinais       |
| 5   | Itapeva          | 31  | 22 | 9  | 4  | 9  | 68 | 57 | 11  | 1,19 | 47   | Eliminados nas Quartas-de-final |
| 6   | São José         | 31  | 22 | 7  | 10 | 5  | 43 | 33 | 10  | 1,30 | 47   | Eliminados nas Quartas-de-final |
| 7   | Palmeiras        | 30  | 22 | 8  | 6  | 8  | 56 | 60 | -4  | 0,93 | 45,5 | Eliminados nas Quartas-de-final |
| 8   | Pulo do Gato     | 28  | 22 | 7  | 7  | 8  | 56 | 54 | 2   | 1,04 | 42,4 | Eliminados nas Quartas-de-final |
| 9   | Sertãozinho      | 26  | 20 | 5  | 11 | 4  | 43 | 45 | -2  | 0,96 | 43,3 | Eliminados nas Oitavas-de-final |
| 10  | A.A. FIB         | 26  | 20 | 7  | 5  | 8  | 46 | 50 | -4  | 0,92 | 43,3 | Eliminados nas Oitavas-de-final |
| 11  | São Caetano      | 24  | 20 | 6  | 6  | 8  | 38 | 40 | -2  | 0,95 | 40   | Eliminados nas Oitavas-de-final |
| 12  | Rio Preto        | 23  | 20 | 6  | 5  | 9  | 48 | 48 | 0   | 1,00 | 38,3 | Eliminados nas Oitavas-de-final |
| 13  | Araçariguama     | 21  | 20 | 4  | 9  | 7  | 43 | 53 | -10 | 0,81 | 35   | Eliminados nas Oitavas-de-final |
| 14  | Indaiatubana     | 19  | 20 | 4  | 7  | 9  | 42 | 62 | -20 | 0,68 | 31,7 | Eliminados nas Oitavas-de-final |
| 15  | São Bernardo     | 18  | 20 | 5  | 3  | 12 | 28 | 48 | -20 | 0,58 | 30   | Eliminados nas Oitavas-de-final |
| 16  | Wimpro           | 17  | 20 | 4  | 5  | 11 | 30 | 50 | -20 | 0,60 | 28,3 | Eliminados nas Oitavas-de-final |
| 17  | Grêmio Barueri   | 16  | 18 | 4  | 4  | 10 | 37 | 54 | -17 | 0,69 | 29,6 |                                 |
| 18  | Grêmio Mogiano   | 15  | 18 | 4  | 3  | 11 | 32 | 53 | -21 | 0,60 | 27,8 |                                 |
| 19  | Jacareí          | 11  | 18 | 2  | 5  | 11 | 26 | 56 | -30 | 0,46 | 20,4 |                                 |